# آرشین مال آلان (فیلم ۱۹۴۵)
آرشین مال آلان (به ترکی آذربایجانی: Arşın Mal Alan) فیلمی به کارگردانی رضا طهماسب و نیکولای لششنکو است که در سال ۱۹۴۵ ساخته‌شده‌است.
این فیلم نسخه سوم فیلم آرشین مال آلان است که به دستور استالین در زمان حکومت شوروی سابق و جنگ جهانی دوم تهیه‌شد که با وجود آنکه به صورت سیاه و سفید تهیه شده‌است، موفق‌ترین نسخه این فیلم موزیکال شناخته شده‌است. رشید بهبودف در این فیلم نقش عسگر را بازی می‌کند.
این فیلم یکسال بعد جایزه استالین را دریافت کرد و دست اندرکاران آن یعنی آهنگساز، کارگردان و رهبر ارکستر نیز مفتخر به دریافت این جایزه شدند و بسیار مورد توجه منتقدین قرار گرفت